# Konstantin Sidienko (admirał)
Konstantin Siemienowicz Sidienko (ros. Константин Семенович Сиденко, ur. 2 lutego 1953 w Chabarowsku) – rosyjski admirał, morski oficer pokładowy okrętów podwodnych, w latach 2006–2007 dowódca Floty Bałtyckiej.

## Życiorys
W 1989 ukończył Akademię Wojenno-Morską i rozpoczął służbę na stanowiskach dowódczych okrętów podwodnych Floty Oceanu Spokojnego. W 1994 ukończył Akademię Sztabu Generalnego Sił Zbrojnych Federacji Rosyjskiej. W 1999 został szefem sztabu, a w 2000 głównodowodzącym wojsk rosyjskich na północnym wschodzie. Od 2002 był szefem sztabu – zastępcą dowódcy Floty Oceanu Spokojnego. 
6 maja 2006 objął stanowisko dowódcy Floty Bałtyckiej, jednocześnie dowódcy Kaliningradzkiego Rejonu Obronnego.